# Station Euxton Balshaw Lane
Euxton Balshaw Lane is een spoorwegstation van National Rail in Euxton, Chorley in Engeland. Het station is eigendom van Network Rail en wordt beheerd door Northern Rail. Het station is geopend in 1998.